# АЕС Ханул
АЕС Ханул (АЕС Ульчин) (кор. 한울 원자력 발전소 Ханул вонджарек пальчонсо) — діюча атомна електростанція — одна з двох найбільших атомних станцій Південної Кореї разом з АЕС Ханбіт.
Станція розташована на сході Південної Кореї на узбережжі Японського моря у повіті Ульчин провінції Кенсан-Пукто.
Загалом на АЕС Ханул розташовані 2 діючі енергоблоки типу CP1, чотири діючі типи OPR і два типи APR, що будуються. Усі їх можна віднести до типу водоводяних реакторів PWR. На даний момент загальна потужність АЕС Ханул становить 7616 МВт, що дозволяє їй вважатися другою за потужністю АЕС Південної Кореї і входити в топ-10 АЕС світу.
Перший енергоблок станції Ханул, тоді ще Ульчин, був запущений у 1988 році. 4 травня 2012 року розпочалося спорудження двох нових енергоблоків, які отримали назву Синульчин (Сінханул або Шин-Ханул), на яких застосовуються реактори типу APR-1400 потужністю по 1350 МВт кожен. Це південнокорейське доопрацювання проекту Westinghouse. Будівництво першого з цих блоків було завершено у вересні 2022.
Назву Ханул АЕС отримала у травні 2013 року, до цього вона мала назву Ульчин. Ханул — восьма за рахунком АЕС Південної Кореї, що дозволяє країні посідати п'яте місце у світі за загальною кількістю реакторів.

## Інформація про енергоблоки
| Енергоблок  | Тип реакторів   | Потужність | Потужність | Початок будівництва | Пуск       | Підключення до мережі | Введення в експлуатацію | Закриття |
| Енергоблок  | Тип реакторів   | Чиста      | Брутто     | Початок будівництва | Пуск       | Підключення до мережі | Введення в експлуатацію | Закриття |
| ----------- | --------------- | ---------- | ---------- | ------------------- | ---------- | --------------------- | ----------------------- | -------- |
| Ханул-1     | PWR, France CPI | 966 МВт    | 1003 МВт   | 26.01.1983          | 25.02.1988 | 07.04.1988            | 10.09.1988              | —        |
| Ханул-2     | PWR, France CPI | 967 МВт    | 1008 МВт   | 05.07.1983          | 25.02.1989 | 14.04.1989            | 30.09.1989              | —        |
| Ханул-3     | PWR, OPR-1000   | 997 МВт    | 1050 МВт   | 21.07.1993          | 21.12.1997 | 06.01.1998            | 11.08.1998              | —        |
| Ханул-4     | PWR, OPR-1000   | 999 МВт    | 1053 МВт   | 01.11.1993          | 14.12.1998 | 28.12.1998            | 31.12.1999              | —        |
| Ханул-5     | PWR, OPR-1000   | 998 МВт    | 1051 МВт   | 01.10.1999          | 28.11.2003 | 18.12.2003            | 29.07.2004              | —        |
| Ханул-6     | PWR, OPR-1000   | 997 МВт    | 1051 МВт   | 29.09.2000          | 16.12.2004 | 07.01.2005            | 22.04.2005              | —        |
| Шин-Ханул-1 | PWR, APR-1400   | 1414 МВт   | 1455 МВт   | 10.07.2012          | 22.05.2022 | 09.06.2022            | 07.12.2022              | —        |
| Шин-Ханул-2 | PWR, APR-1400   | 1340 МВт   | 1400 МВт   | 19.06.2013          | 06.12.2023 | 21.12.2023            | —                       | —        |